# Villoldo
Villoldo és un municipi de la província de Palència, a Castella i Lleó.
Situat a la carretera C-617 que comunica la capital amb Guardo, és destacat el seu restaurant amb una estrella de la guía Michelin i els seus dolços anomenats "tocinitos de cielo".
Prop del poble passa el riu Carrión.
L'economia es basa principalment en l'agricultura i la ramaderia.